# Автоцистерна

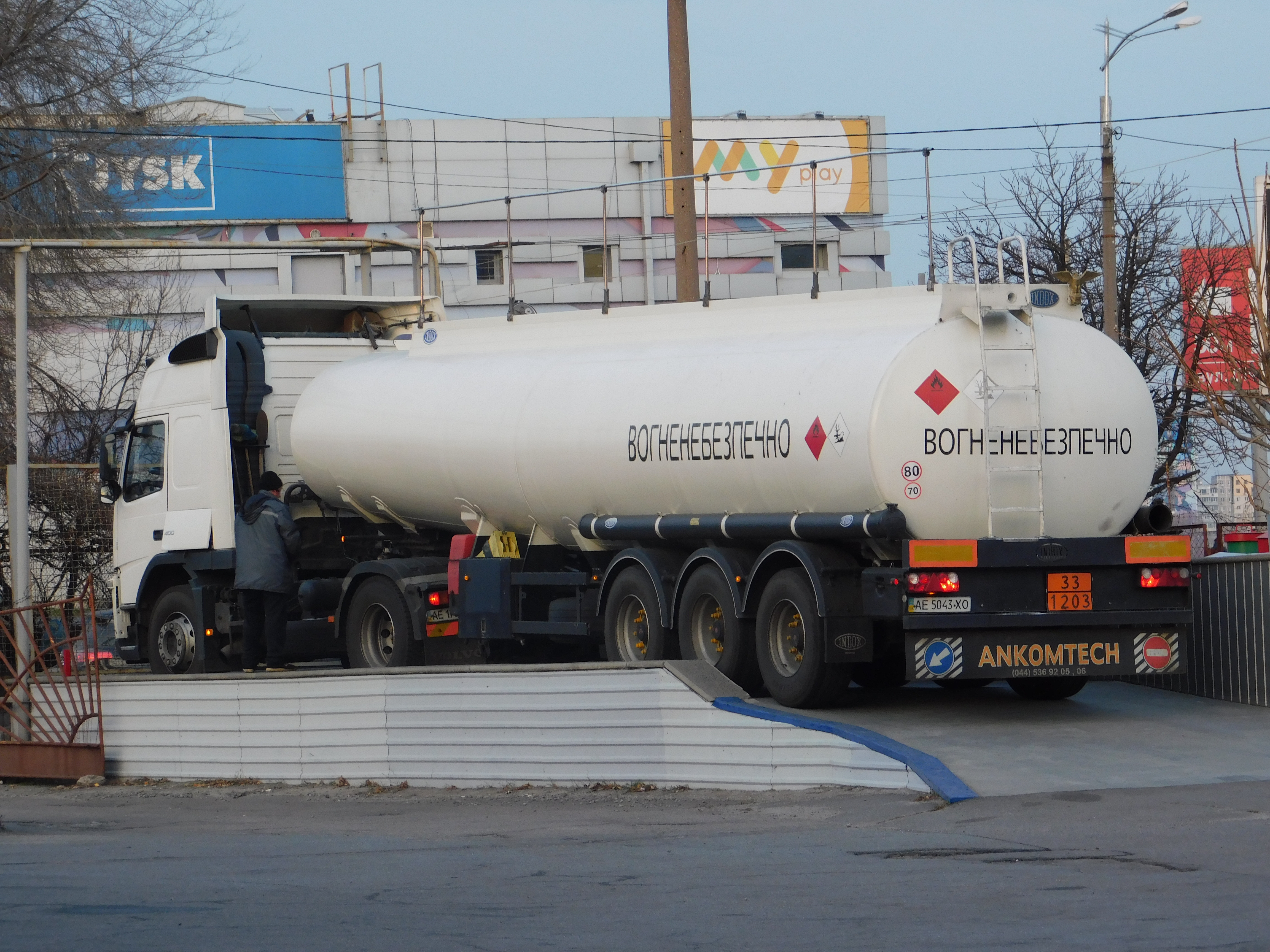
Автоцистерна

Автоцистерна — цистерна, резервуар для перевезення рідких, сипких матеріалів, скраплених газів тощо, встановлена на шасі автомобіля або причепа.

## Галерея

Автоцистерни
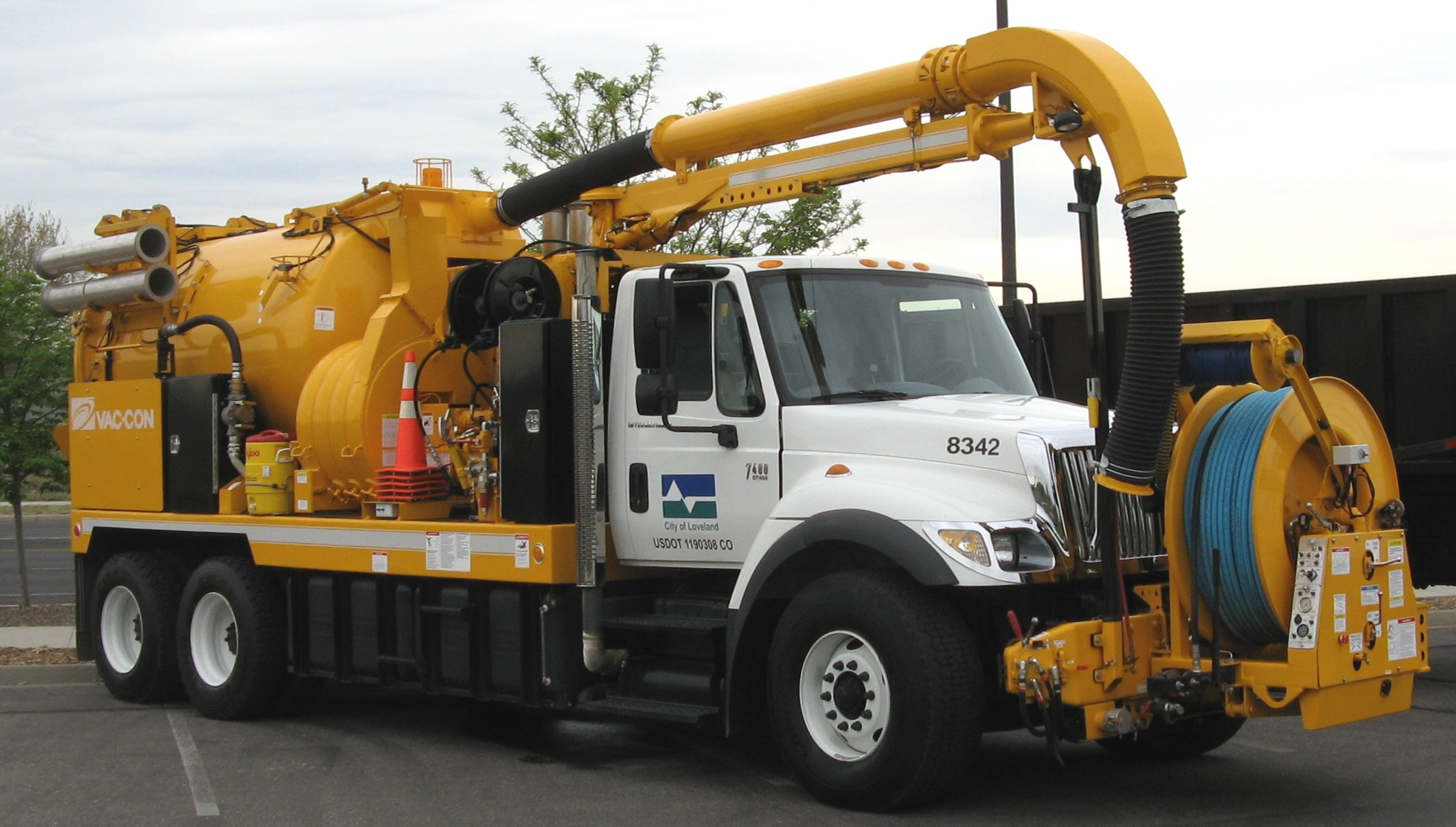
Асенізатор каналізаційний
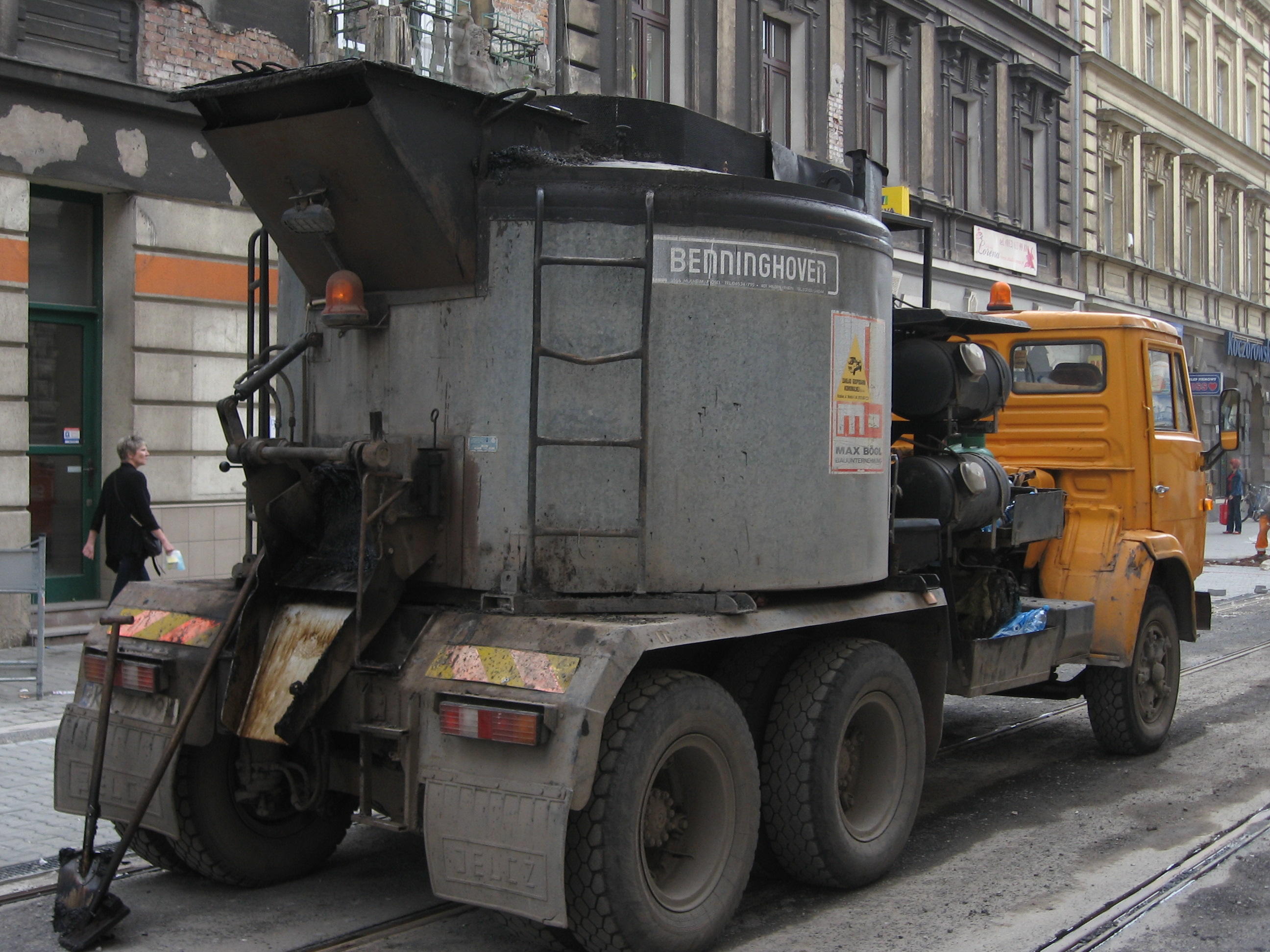
Автоцистерна для асфальту
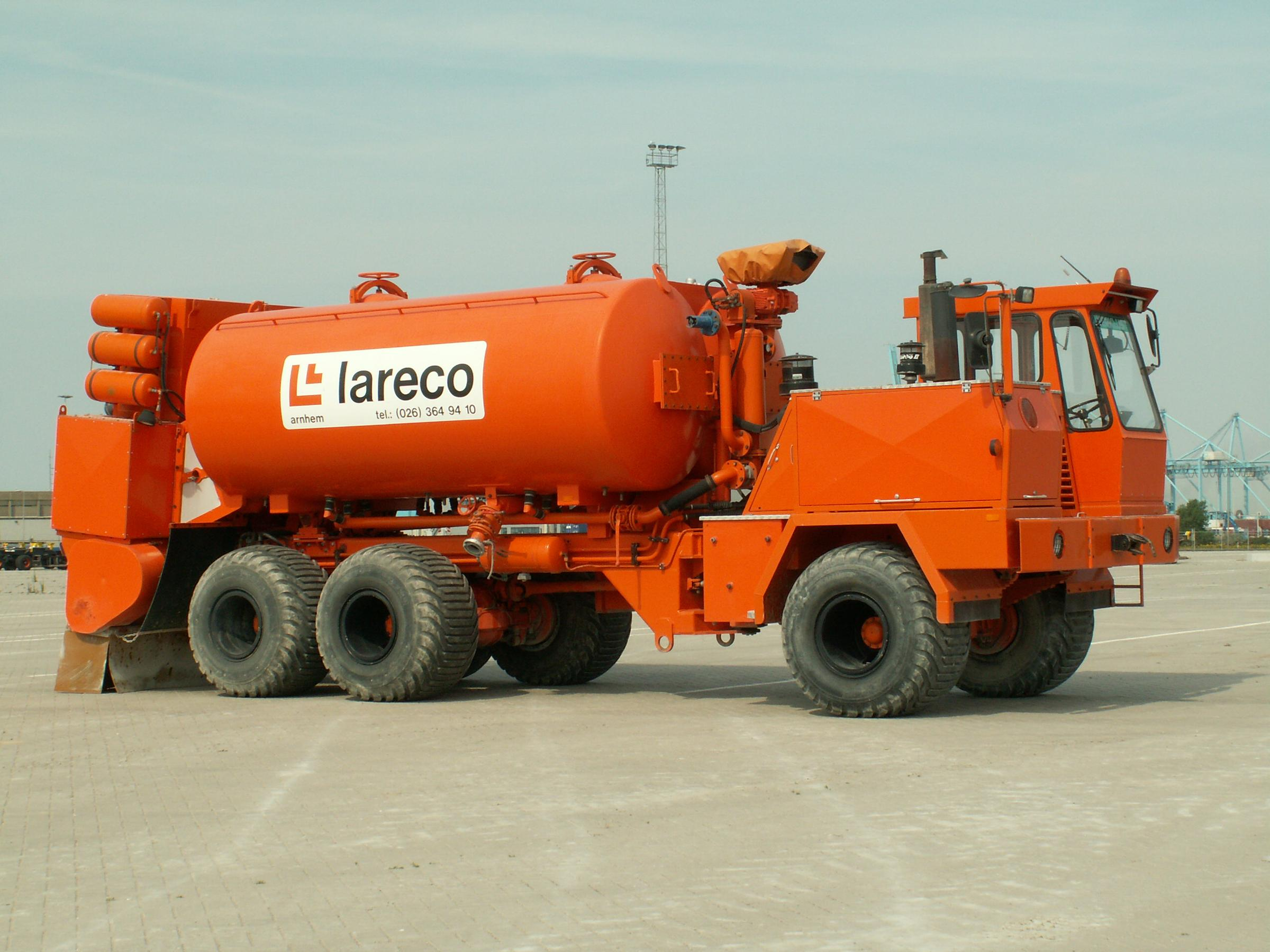
Цементовоз
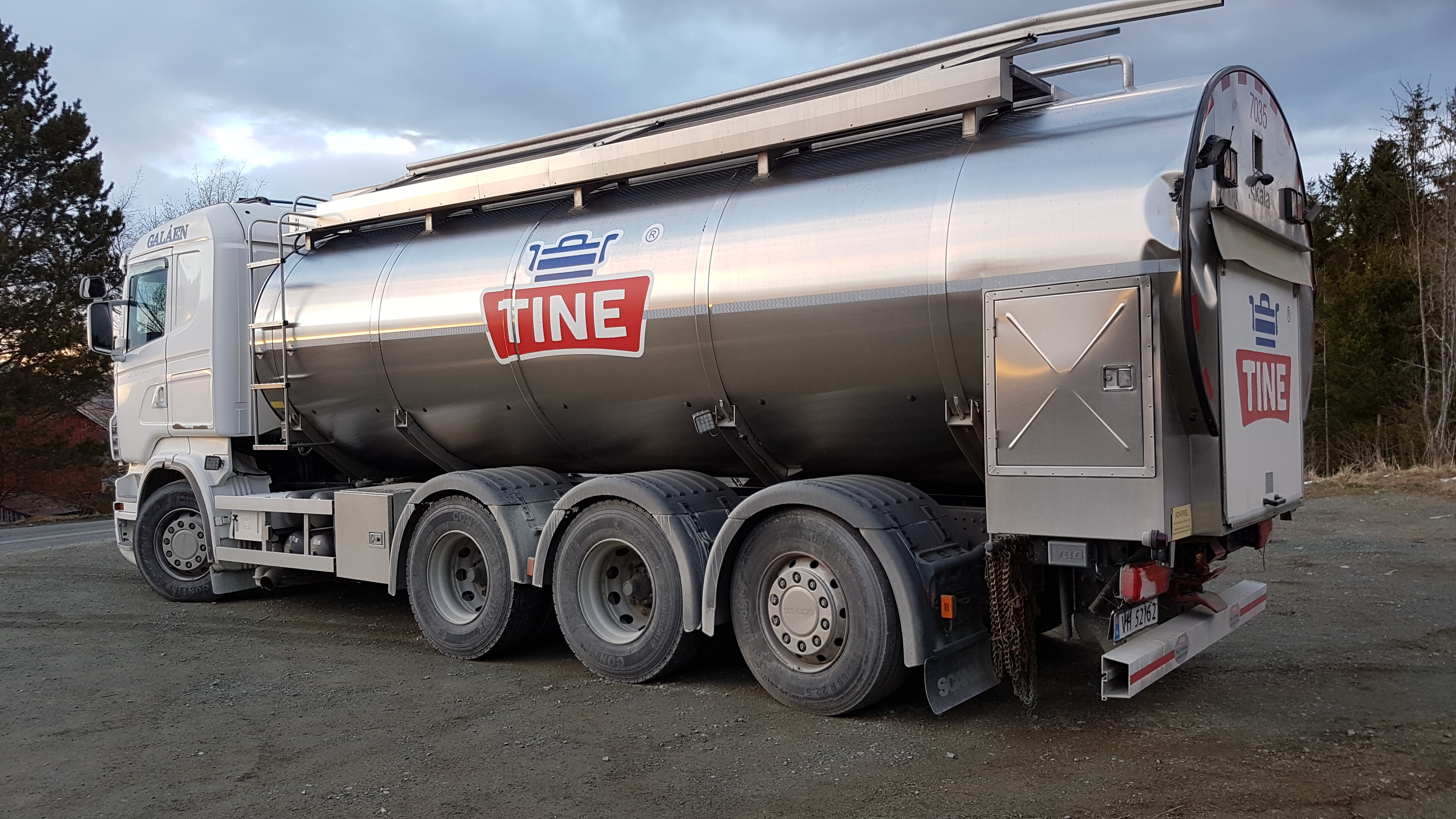
Молоковоз з нержавіючої сталі
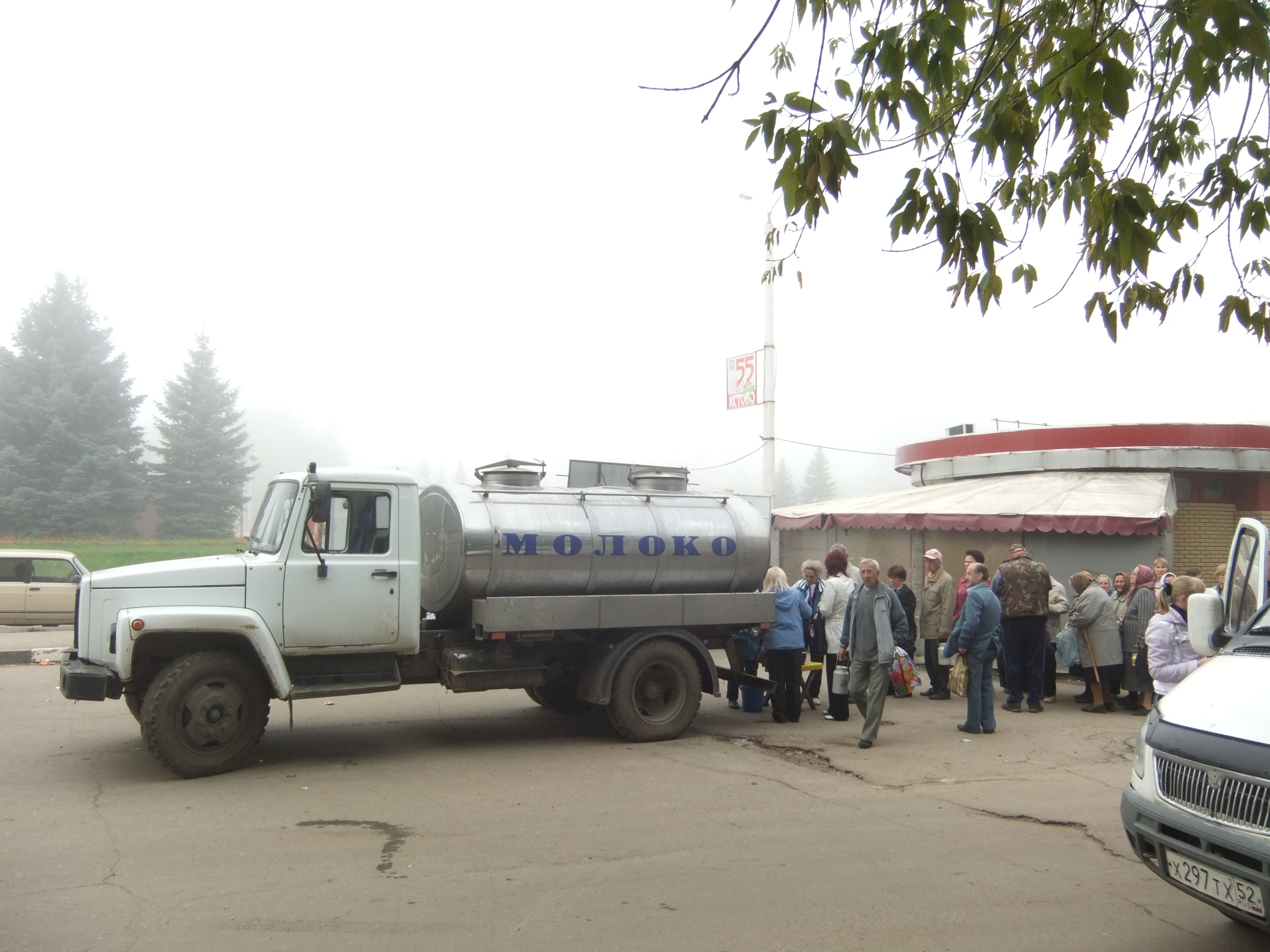
Продаж молока з автоцистерни
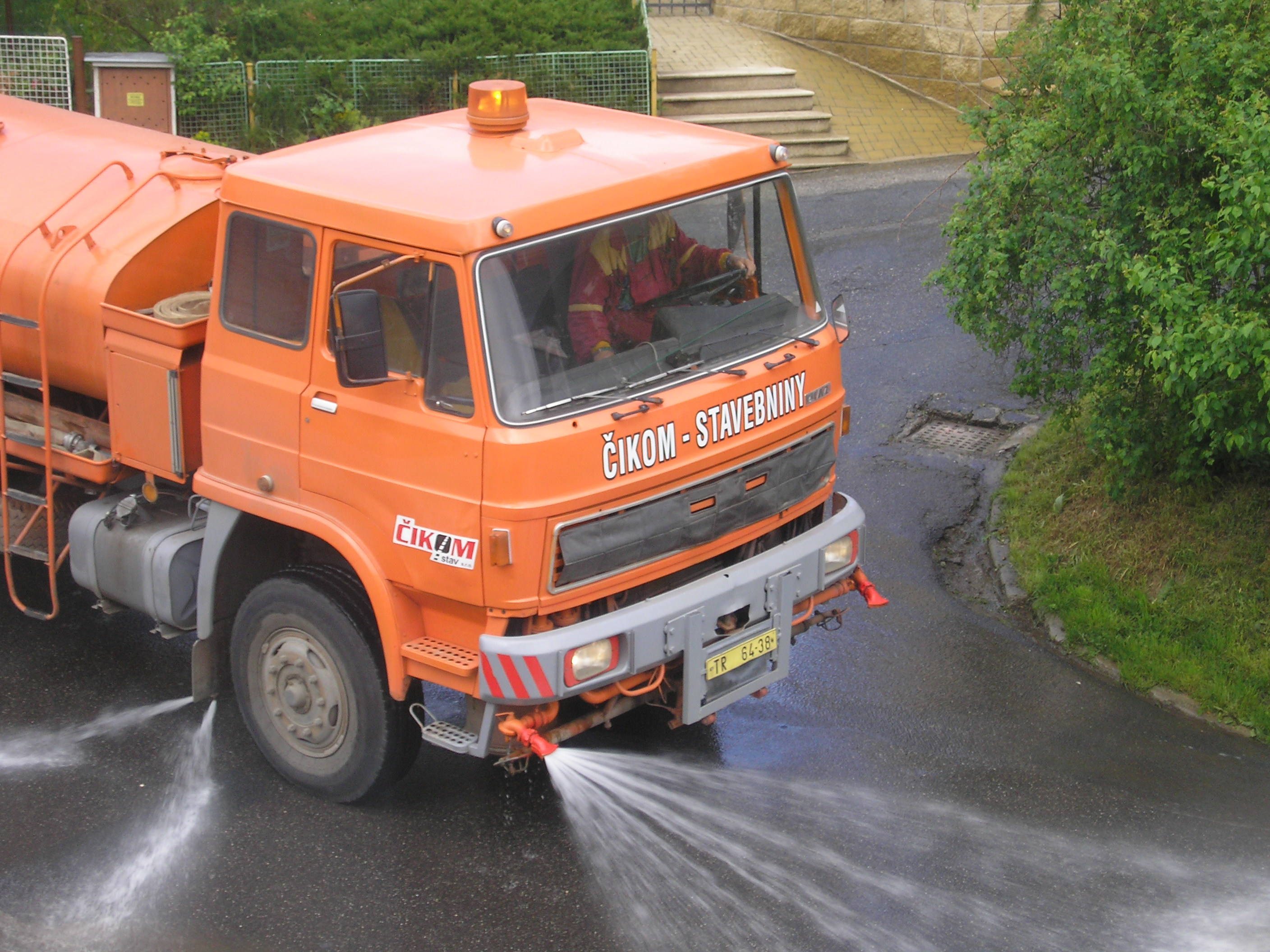
Прибиральник вулиць
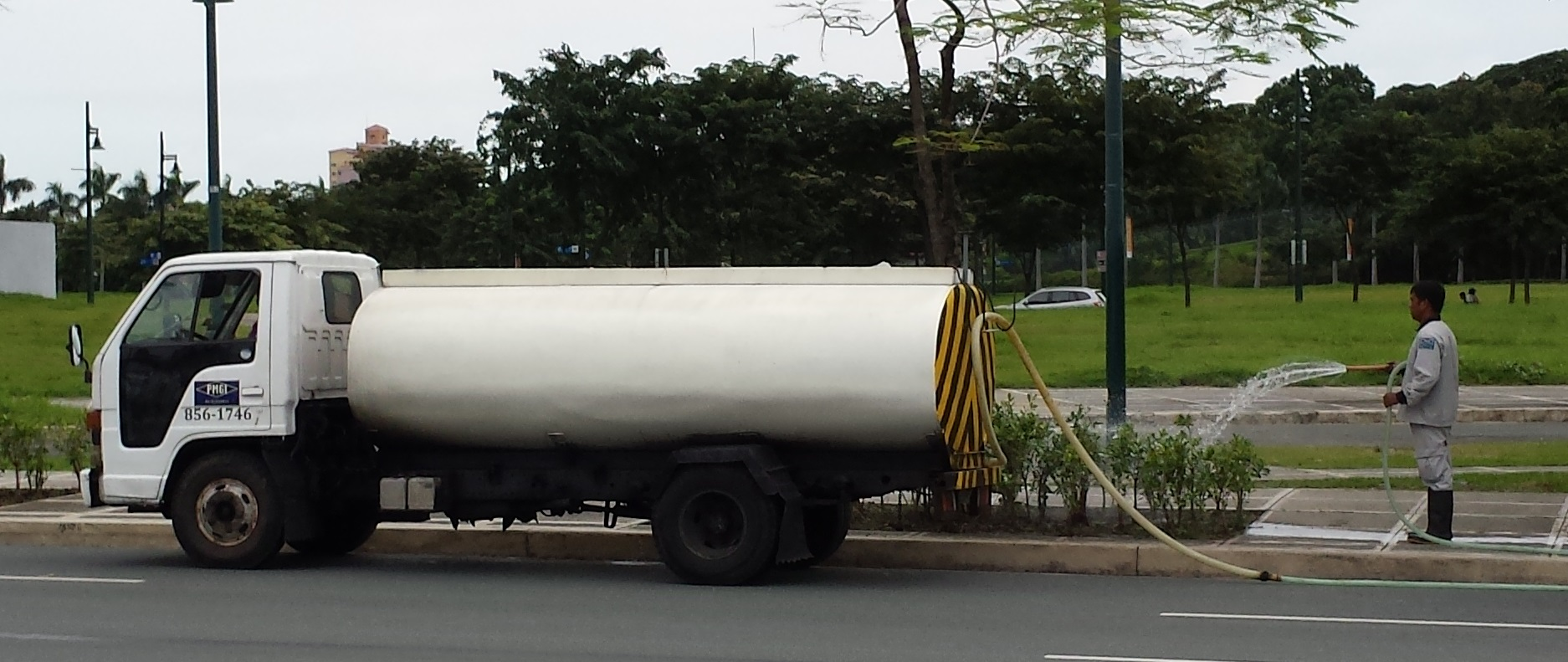
Полив рослин з автоцистерни
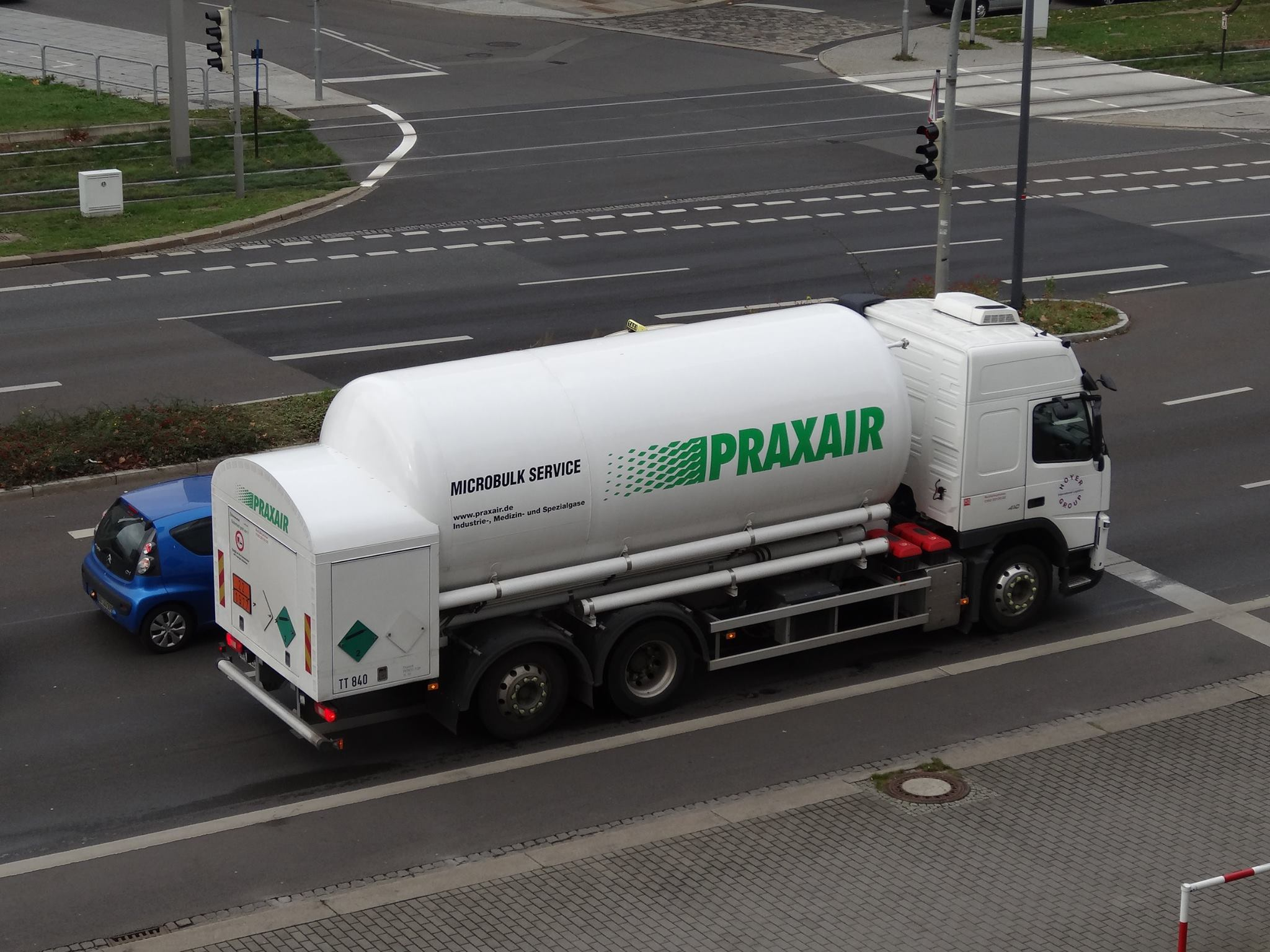
Автоцистерна для стисненого газу
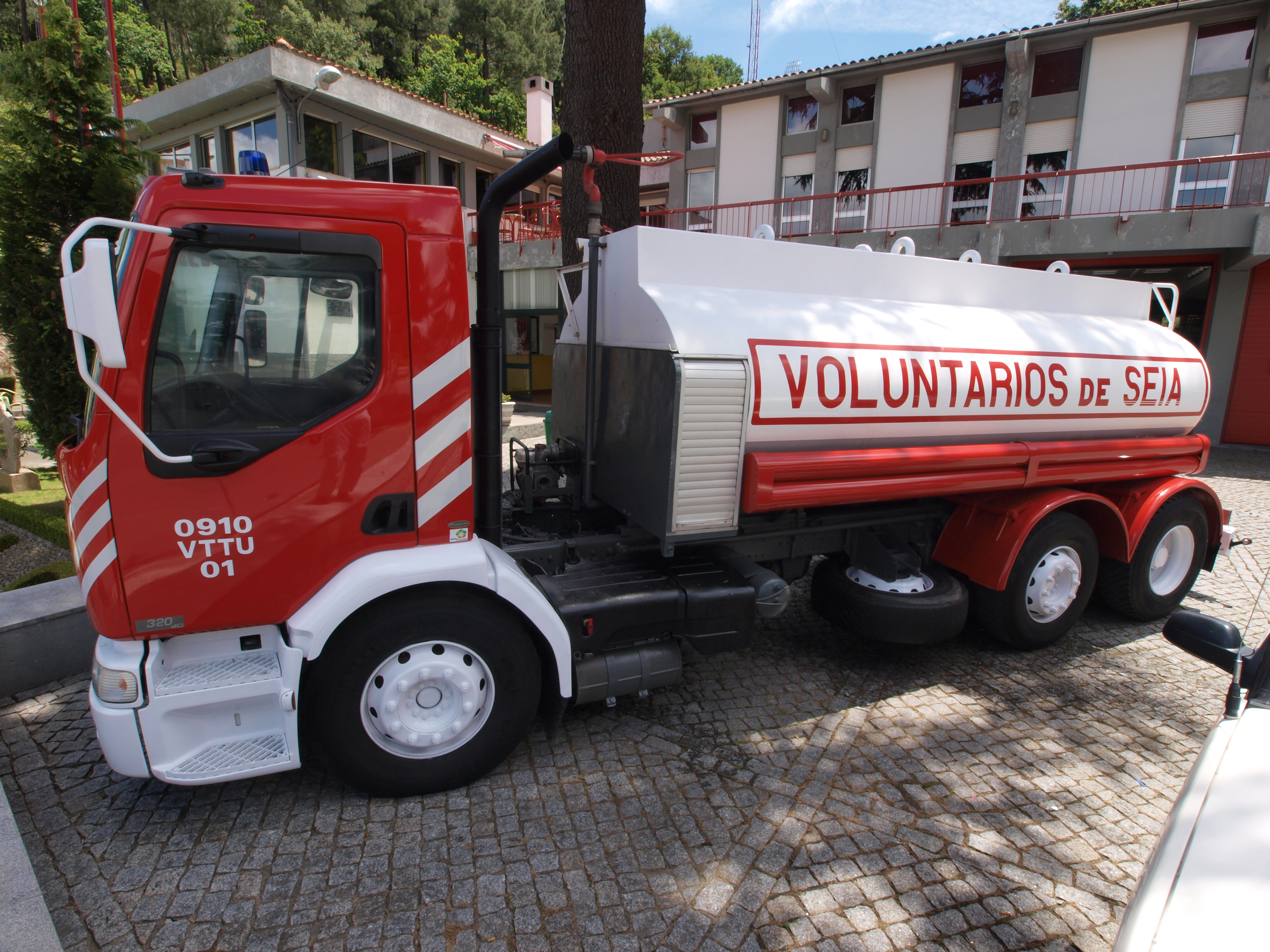
Пожежна автоцистерна
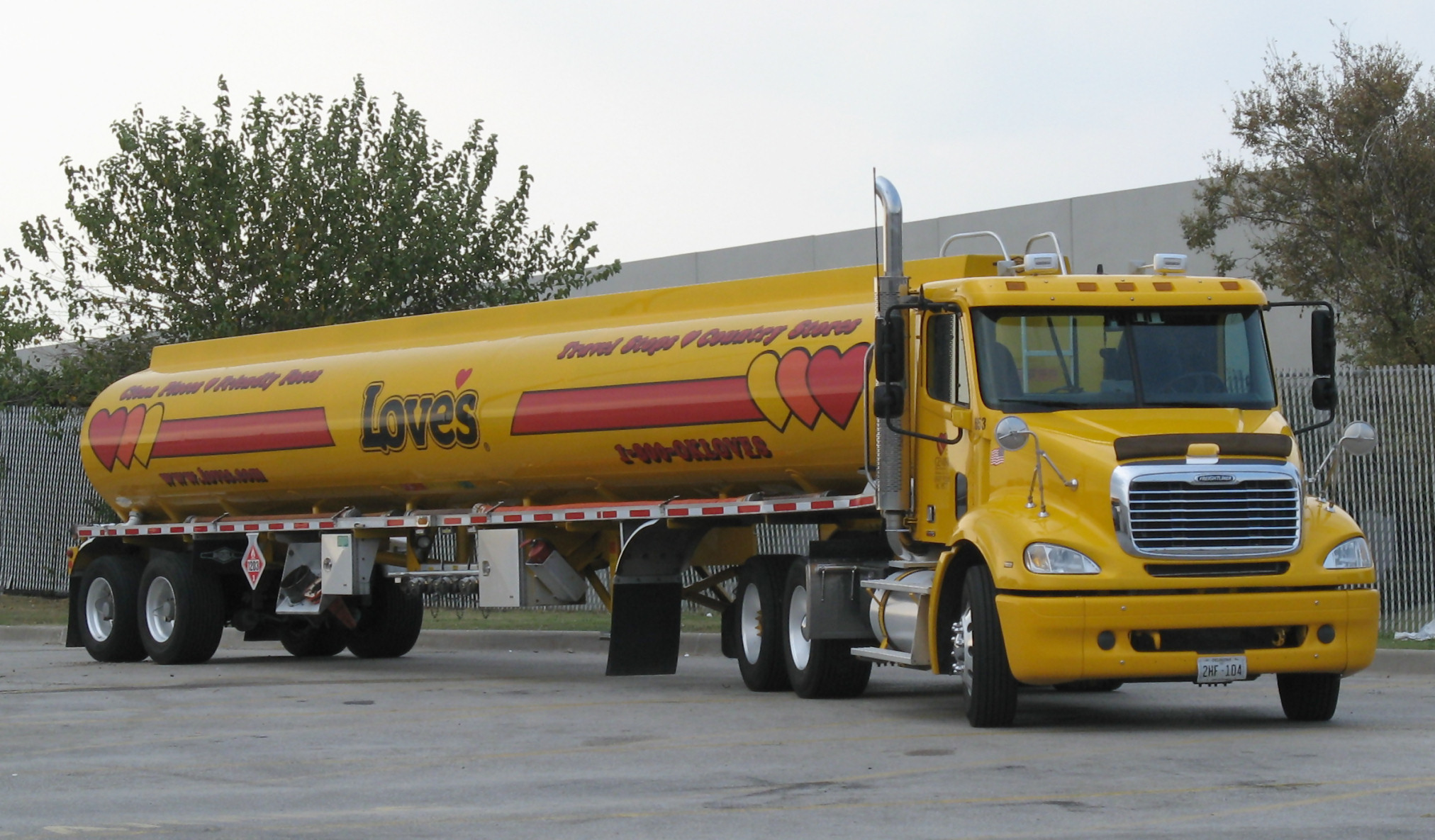
Автоцистерна
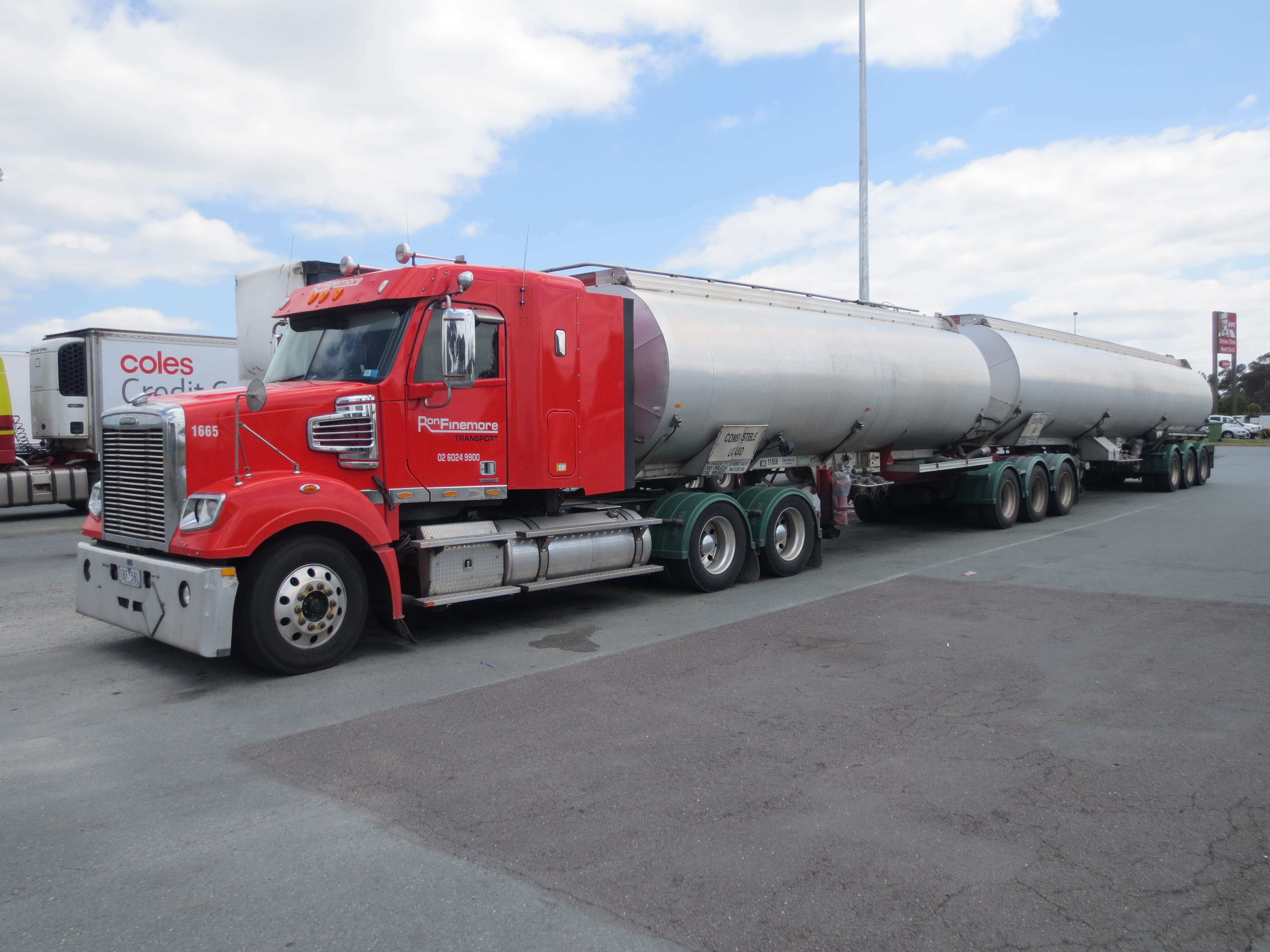
Подвійна автоцистерна
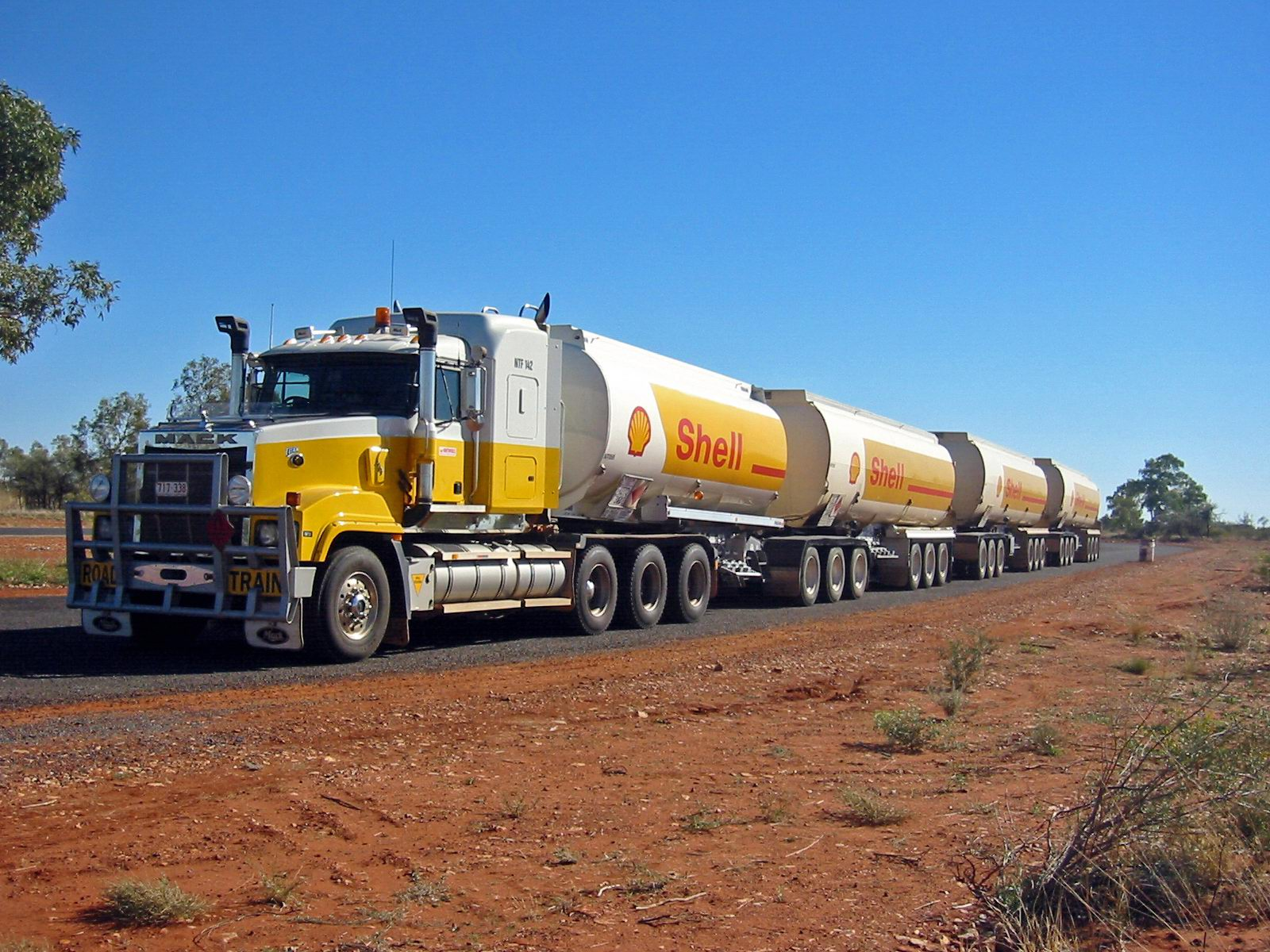
Автопоїзд

## Різновиди
- Хімічні цистерни
- Цистерни газові
- Цистерни-борошновози
- Цистерни бітум
- Цистерни ПММ
- Цистерни силос
- Цистерни харчові
- Цистерни цементовози